# Aeschnophlebia tomokunii
Aeschnophlebia tomokunii – gatunek ważki z rodziny żagnicowatych (Aeshnidae). Znany jest wyłącznie z pojedynczej samicy odłowionej w Tam Đảo w prowincji Vĩnh Phúc w północnym Wietnamie.